# Georges Vestris
Georges Vestris (* 8. Juni 1959 in Fort-de-France) ist ein ehemaliger französischer Basketballspieler.

## Laufbahn
Der 2,13 Meter große Vestris stammt aus dem französischen Überseegebiet Martinique. Während eines Familienbesuchs in Tours im Alter von 15 Jahren nahm er an einem Basketballprobetraining teil und wurde fortan vom Verein ASPO Tours ausgebildet. Ihm gelang der Sprung in Tours' Erstligakader, dort spielte Vestris bis 1984. 1980 wurde er mit Tours französischer Meister.
Nachdem er in der Saison 1983/84 mit 14,9 Punkten und 6,9 Rebounds je Begegnung überzeugt hatte, wurde der Innenspieler vom Ligakonkurrenten CSP Limoges unter Vertrag genommen. In Limoges blieb er bis 1990. In dieser Zeit gewann Vestris mit der Mannschaft 1985, 1988, 1989 und 1990 den Meistertitel, 1985 den Pokalwettbewerb und 1988 den Europapokal der Pokalsieger. Im März 1987 stand Vestris mit CSP in den beiden Endspielen um den Korać-Cup, dort verlor man aber gegen den FC Barcelona. Seine besten statistischen Werte in Limoges erreichte Vestris in der Saison 1988/89 mit 7,6 Punkten sowie 5,7 Rebounds pro Partie.
Von 1990 bis 1993 stand Vestris beim Erstligisten Gravelines unter Vertrag, 1993/94 bei Pau-Orthez und 1994/95 beim Zweitligisten Évreux.

### Nationalmannschaft
Vestris war französischer Juniorennationalspieler, mit der A-Nationalmannschaft nahm er an den Olympischen Sommerspielen 1984, der Weltmeisterschaft 1986 sowie den Europameisterschaften 1983, 1987 und 1989 teil. Er bestritt 159 Länderspiele für Frankreich.